# Katastrofa lotu Cubana de Aviación 972
Katastrofa lotu Cubana de Aviación 972 – katastrofa lotnicza samolotu Boeing 737-201 Adv., należącego do linii Cubana de Aviación (wynajęty od: Global Air (Aerolíneas Damojh, S.A. de C.V.)), do której doszło 18 maja 2018 w Hawanie, na Kubie. W wyniku katastrofy śmierć poniosło 112 osób (106 pasażerów i 6 członków załogi), a 1 pasażerka została ciężko ranna. Jest to druga pod względem liczby ofiar katastrofa lotnicza w historii Kuby.

## Przebieg lotu
Samolot Boeing 737-200 Adv. należący do linii lotniczych Cubana de Aviación miał odbyć regularny lot rejsowy z Hawany do Holguín we wschodniej części Kuby. Na pokładzie było 113 osób – 107 pasażerów i 6 członków załogi. Feralnego dnia, kapitanem samolotu był Jorge Luis Núñez Santos, a drugim pilotem był Miguel Ángel Arreola Ramírez.
Boeing wystartował o godzinie 12:08 i leciał zaledwie kilkadziesiąt sekund, gdy zawadził o kolejową sieć trakcyjną i runął na plantację juki. Samolot stanął w płomieniach, a świadkowie z lotniska zawiadomili służby o pojawieniu się gęstego dymu z miejsca katastrofy. Pierwsi ratownicy, w tym strażacy i ekipy ratownicze, ruszyli z Hawany na miejsce zdarzenia. Międzynarodowy port lotniczy José Martí został tymczasowo zamknięty po katastrofie, jednak został ponownie otwarty w godzinach popołudniowych tego samego dnia. Spośród 113 osób na pokładzie katastrofę przeżyło czterech pasażerów, jednak troje z nich zmarło później w szpitalu. W katastrofie zginęło 112 osób, w tym wszyscy członkowie załogi.
Prezydent Miguel Díaz-Canel, minister zdrowia Roberto Morales oraz przedstawiciele lokalnych władz przybyli na miejsce zdarzenia w celu obserwacji i monitorowania działań ratowniczych.

## Pasażerowie i załoga
| Państwo          | Pasażerowie | Załoga | Razem |
| ---------------- | ----------- | ------ | ----- |
| Kuba             | 102         | –      | 102   |
| Meksyk           | 1           | 6      | 7     |
| Argentyna        | 2           | –      | 2     |
| Sahara Zachodnia | 2           | –      | 2     |
| Razem            | 107         | 6      | 113   |